# Lev Vilém z Kounic
Lev Vilém hrabě z Kounic (německy Leo(pold) Wilhelm von Kaunitz, 16. ledna 1614 – 31. října 1655, Brno) byl moravský šlechtic z rodu Kouniců. Ve složité době po porážce stavovského povstání byl vychován pod osobním dohledem kardinála Františka z Ditrichštejna a díky tomu obhájil nárok na rodové dědictví (Slavkov, Uherský Brod). V roce 1642 byl povýšen na hraběte a nakonec zastával úřad nejvyššího zemského sudího na Moravě.

## Životopis

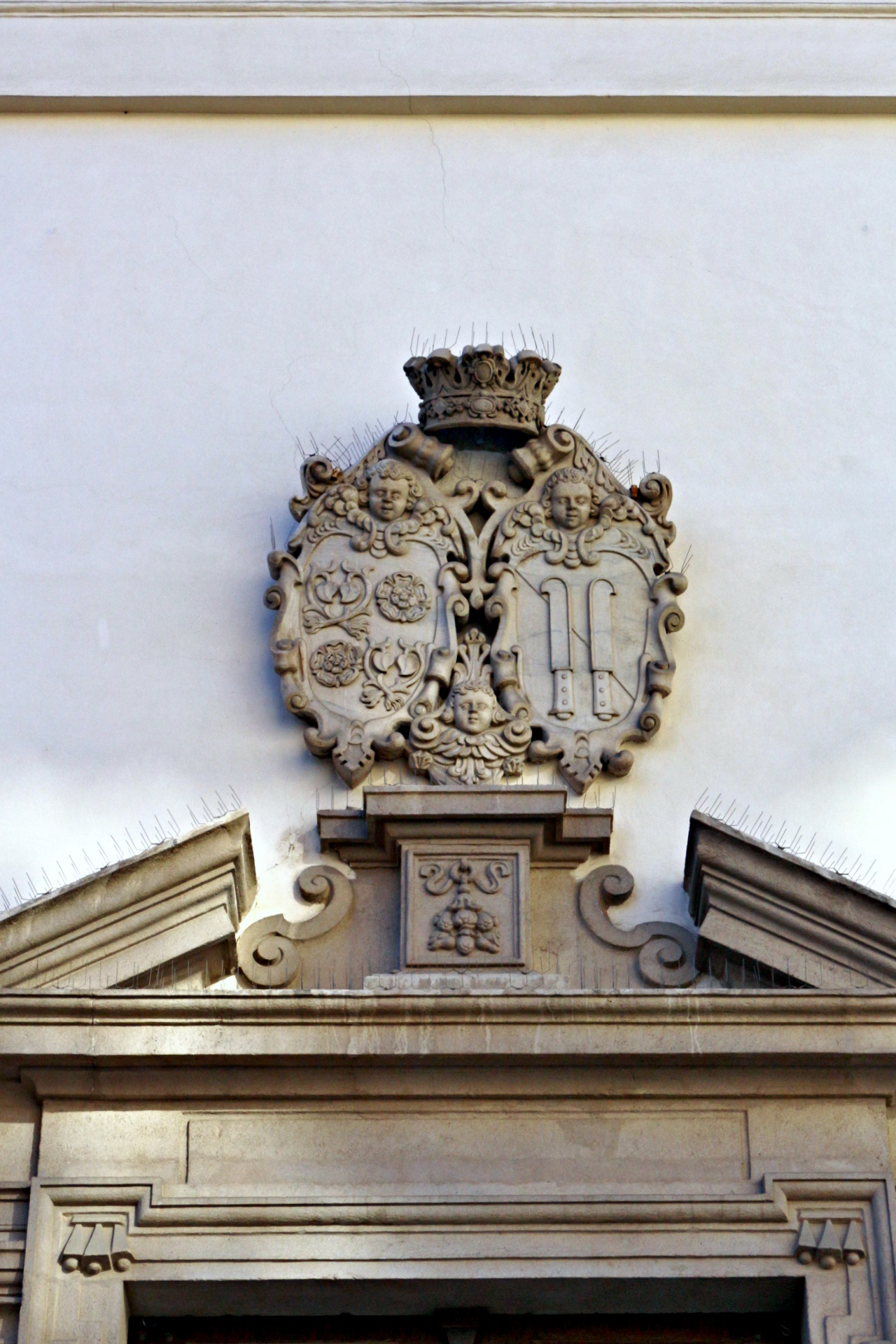
Alianční erb Lva Viléma z Kounic a jeho manželky Marie Eleonory, rozené Ditrichštejnové nad hlavním vstupem do kostela sv. Michala v Brně

Narodil se jako nejmladší syn Oldřicha V. z Kounic (1569–1617), významného českobratrského představitele veřejného života na Moravě na přelomu 16. a 17. století, a jeho druhé manželky Ludmily, rozené z Roupova († 1626). Z otcova prvního a druhého manželství měl celkem šestnáct sourozenců, z nichž bratři Karel a Bedřich patřili k významným osobnostem stavovského povstání na Moravě a byli potrestáni ztrátou majetku. Po porážce stavovského povstání převzala poručnickou správu nad majetkem nezletilého Lva Viléma matka Ludmila, rozená z Roupova († 1626). O osudu malého dědice rodu rozhodoval zemský soud a v roce 1624 určil jako jeho poručníka moravského místodržitele kardinála Františka z Ditrichštejna. Ten přiměl Lva Viléma ke konverzi na katolickou víru a osobně dohlížel na jeho vzdělání a majetek, aby si rod Kouniců udržel postavení mezi významnou šlechtou Moravského markrabství. Lev Vilém od roku 1628 studoval na jezuitské koleji v Olomouci a udržoval styky s kardinálem Ditrichštejnem, jehož často navštěvoval v Mikulově. Své vzdělání završil kavalírskou cestou, která trvala téměř tři roky (od února 1635 do listopadu 1637). Na cestu se vydal přes katolickou Itálii, kde delší dobu pobýval v Benátkách a Sieně, navštívil také Řím, Neapol a Maltu. Poté se přesunul do Španělska, kde pobýval od září 1636 do února 1637 a podle vlastních deníkových záznamů zde získal první sexuální zkušenosti. Zpáteční cesta probíhala přes Anglii, Holandsko a Německo. V listopadu 1637 se vrátil na Moravu.
Ještě před odjezdem na zahraniční cesty byl již v roce 1633 zemským soudem prohlášen za plnoletého a od kardinála Ditrichštejna převzal do osobní správy rodový majetek. Ještě za poručnické správy kardinála Ditrichštejna byly k panství Slavkov přikoupeny statky Holubice a Moravské Prusy na Vyškovsku. V roce 1632 Lev Vilém po starším bratru Maxmiliánovi zdědil polovinu panství Uherský Brod, druhou polovinu koupil v roce 1634 od nevlastního bratra Bedřicha, který jako nekatolík pobýval v exilu a nemohl se dědictví ujmout. Po návratu z kavalírské cesty se Lev Vilém zapojil do veřejného života na Moravě, kde se zúčastnil zasedání zemských sněmů. V roce 1642 byl povýšen do hraběcího stavu (titul platil pouze pro České království), zároveň mu byl polepšen erb rozšířením o rodové znamení spřízněných Sezimů z Ústí, z tohoto rodu pocházela jeho první manželka. I po úmrtí poručníka Františka z Ditrichštejna udržoval vzájemně prospěšné kontakty s rodinou Ditrichštejnů, které v roce 1646 završil druhým sňatkem s kardinálovou praneteří Marií Eleonorou z Ditrichštejna. V roce 1648 byl jmenován císařským komorníkem a v roce 1650 císařským tajným radou. Na Moravě nakonec v letech 1652–1655 zastával funkci nejvyššího zemského sudího. Mezitím nadále rozšiřoval rodový majetek, získal například dva domy v Brně, kde pobýval během zasedání zemských sněmů a také zde nakonec zemřel. V roce 1652 získal statek Velký Ořechov a od zadluženého města Uherský Brod koupil v roce 1652 městský pivovar a o dva roky později ves Havřice (1654). V Uherském Brodě nechal odstranit zbytky hradu vyhořelého v roce 1643 a na tomto místě postavil stáje a nový panský pivovar.

## Rodina
Lev Vilém z Kounic byl dvakrát ženatý. Jeho první manželkou byla Marie Eusebie Sezimová z Ústí, dcera exulanta z protestantského rodu, z tohoto svazku se narodil syn zemřelý v dětství. Když byl Lev Vilém v roce 1642 povýšen do hraběcího stavu, rod Sezimů z Ústí byl v té době považován za vymřelý a díky tomu získali Kounicové polepšení erbu se znamením pánů z Ústí (modrá růže ve zlatém poli). Podruhé se oženil v roce 1646 s Marií Eleonorou, rozenou hraběnkou z Ditrichštejna (1623–1687), dcerou vlivného diplomata a dvořana knížete Maxmiliána z Ditrichštejna a praneteří výše zmíněného kardinála Ditrichštejna. Z jejich manželství se narodily dvě děti. Dcera Klára Rozálie (1652–1693) se poprvé provdala za hraběte Jaroslava Bernarda z Martinic (1643–1685), jejím druhým manželem byl později významný politik, diplomat a generál Leopold Antonín Šlik (1663–1723). Pokračovatelem rodu byl jediný syn Dominik Ondřej (1654–1705), který svým sňatkem a aktivitami v diplomacii povznesl rod Kouniců mezi přední šlechtu střední Evropy.
Marie Eleonora se po předčasné smrti Lva Viléma z Kounic podruhé provdala v Hodoníně v roce 1663 za hraběte Bedřicha z Oppersdorffu (1621–1699), který zastával vysoké funkce v zemské správě Moraského markrabství, naposledy byl nejvyšším zemským komořím. Do roku 1676 jako poručnice spravovala majetek za nezletilého syna Dominika Ondřeje. Proslula významnou podporou katolické církve, především ve vztahu k řádu dominikánů. V Uherském Brodě financovala přestavbu dominikánského kláštera a výstavbu kostela Nanebevzetí Panny Marie.  Dominikánský řád podpořila také v přestavbě kostela sv. Michaela, kde je nad hlavním vstupem umístěn alianční erb Kouniců a Ditrichštejnů.